# (8949) 1997 CM28
A (8949) 1997 CM28 a Naprendszer kisbolygóövében található aszteroida. A Beijing Schmidt CCD Asteroid Program keretében fedezték fel 1997. február 13-án.